# William Lucas (Politiker)

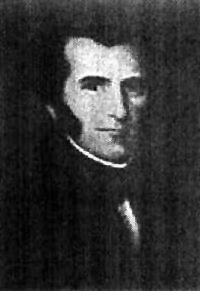
William Lucas

William Lucas (* 30. November 1800 bei Shepherdstown, Jefferson County, Virginia; † 29. August 1877 im Jefferson County, West Virginia) war ein US-amerikanischer Politiker. Zwischen 1839 und 1845 vertrat er zwei Mal den Bundesstaat Virginia im US-Repräsentantenhaus.

## Werdegang
Der im heutigen West Virginia geborene William Lucas war der jüngere Bruder des Kongressabgeordneten Edward Lucas (1780–1858). Er besuchte die öffentlichen Schulen seiner Heimat. Nach einem anschließenden Jurastudium an der Tucker Law School in Winchester und seiner 1825 erfolgten Zulassung als Rechtsanwalt begann er in Shepherdstown in diesem Beruf zu arbeiten. Im Jahr 1830 verlegte er seinen Wohnsitz und seine Kanzlei nach Charles Town. In seiner neuen Heimat wurde er auch in der Landwirtschaft und hier vor allem im Bereich Gartenbau tätig. Gleichzeitig schlug er als Mitglied der Demokratischen Partei eine politische Laufbahn ein. In den Jahren 1838 und 1839 saß er im Abgeordnetenhaus von Virginia.
Bei den Kongresswahlen des Jahres 1838 wurde Lucas im 15. Wahlbezirk von Virginia in das US-Repräsentantenhaus in Washington, D.C. gewählt, wo er am 4. März 1839 sein neues Mandat antrat. Da er im Jahr 1840 nicht bestätigt wurde, konnte er bis zum 3. März 1841 zunächst nur eine Legislaturperiode im Kongress absolvieren. Bei den Wahlen des Jahres 1842 wurde Lucas im zehnten Distrikt seines Staates erneut in den Kongress gewählt, wo er am 4. März 1843 John Taliaferro ablöste. Bis zum 3. März 1845 konnte er eine weitere Amtszeit im Kongress verbringen. Diese Zeit war von den Spannungen zwischen Präsident John Tyler und den Whigs geprägt. Außerdem wurde damals bereits über eine mögliche Annexion der seit 1836 von Mexiko unabhängigen Republik Texas diskutiert.
Im Jahr 1844 wurde William Lucas nicht mehr zur Wiederwahl nominiert. Nach dem Ende seiner Zeit im US-Repräsentantenhaus praktizierte er wieder als Rechtsanwalt und betätigte sich im Gartenbau. In den Jahren 1850 und 1851 war er Delegierter auf einer Versammlung zur Überarbeitung der Verfassung von Virginia. Er starb am 29. August 1877 auf seinem Anwesen Rion Hall im Jefferson County.